# H.E. Bates
Herbert Ernest (H. E.) Bates, CBE, född 16 maj 1905 i Rushden i Northamptonshire, död 29 januari 1974 i Canterbury i Kent, var en brittisk journalist, författare och manusförfattare.
Under sin tid som löjtnant i Royal Air Force (brittiska flygvapnet) under andra världskriget fick han uppdraget att skriva patriotiska noveller för flygvapnet. Dessa utgavs under pseudonymen "Flying Officer X". Hans mest kända böcker är sviten om familjen Larkin, som även blev en TV-serie på 1990-talet. Andra kända böcker av Bates är Lydia och kärleken, Vinden bär mot Frankrike, Purpurslätten och Jakarandaträdet.
Colin Nutleys film från 1998, Under solen, är baserad på H.E. Bates novell The Little Farm.
År 1973 tilldelades han the Order of the British Empire för sin verksamhet som författare.